# 1973年ウィンブルドン選手権
1973年 ウィンブルドン選手権（1973ねんウィンブルドンせんしゅけん、The Championships, Wimbledon 1973）は、イギリス・ロンドン郊外にある「オールイングランド・ローンテニス・アンド・クローケー・クラブ」にて、1973年6月25日から7月8日にかけて開催された。

## 大会の流れ
- 男子シングルスは「128名」の選手による通常の7回戦制で行われた。シード選手は8名。
- 女子シングルスは「96名」の選手による7回戦制で行われ、32名の選手は「1回戦不戦勝」（抽選表では“Bye”と表示）があった。シード選手は8名。シード選手でも、1回戦から出場した人と、2回戦から登場した人がいる。2回戦から登場した選手が初戦敗退の場合は「2回戦＝初戦」と表記する。

## シード選手

### 男子シングルス
1. イリ・ナスターゼ　（4回戦）
2. ヤン・コデシュ　（初優勝）
3. ロジャー・テーラー　（ベスト4）
4. アレックス・メトレベリ　（準優勝）
5. ジミー・コナーズ　（ベスト8）
6. ビョルン・ボルグ　（ベスト8）
7. オーウェン・デビッドソン　（4回戦）
8. ユルゲン・ファスベンダー　（ベスト8）

### 女子シングルス
1. マーガレット・スミス・コート　（ベスト4）
2. ビリー・ジーン・キング　（優勝、2年連続5度目）
3. イボンヌ・グーラゴング　（ベスト4）
4. クリス・エバート　（準優勝）
5. ロージー・カザルス　（ベスト8）
6. バージニア・ウェード　（ベスト8）
7. ケリー・メルビル　（ベスト8）
8. オルガ・モロゾワ　（ベスト8）

## 大会経過

### 男子シングルス
準々決勝
- サンディ・マイヤー vs.  ユルゲン・ファスベンダー　3-6, 4-6, 6-3, 6-4, 6-4
- アレックス・メトレベリ vs.  ジミー・コナーズ　8-6, 6-2, 5-7, 6-4
- ロジャー・テーラー vs.  ビョルン・ボルグ　6-1, 6-8, 3-6, 6-3, 7-5
- ヤン・コデシュ vs.  ビジャイ・アムリトラジ　6-4, 3-6, 4-6, 6-3, 7-5

準決勝
- アレックス・メトレベリ vs.  サンディ・マイヤー　6-3, 3-6, 6-3, 6-4
- ヤン・コデシュ vs.  ロジャー・テーラー　8-9, 9-7, 5-7, 6-4, 7-5

### 女子シングルス
準々決勝
- マーガレット・スミス・コート vs.  オルガ・モロゾワ　4-6, 6-4, 6-1
- クリス・エバート vs.  ロージー・カザルス　6-2, 4-6, 6-2
- イボンヌ・グーラゴング vs.  バージニア・ウェード　6-3, 6-3
- ビリー・ジーン・キング vs.  ケリー・メルビル　9-8, 8-6

準決勝
- クリス・エバート vs.  マーガレット・スミス・コート　6-1, 1-6, 6-1
- ビリー・ジーン・キング vs.  イボンヌ・グーラゴング　6-3, 5-7, 6-3

## 決勝戦の結果
男子シングルス
- ヤン・コデシュ vs.  アレックス・メトレベリ　6-1, 9-8, 6-3

女子シングルス
- ビリー・ジーン・キング vs.  クリス・エバート　6-0, 7-5

男子ダブルス
- ジミー・コナーズ＆ イリ・ナスターゼ vs.  ニール・フレーザー＆ ジョン・クーパー　3-6, 6-3, 6-4, 8-9, 6-1

女子ダブルス
- ビリー・ジーン・キング＆ ロージー・カザルス vs.  フランソワーズ・デュール＆ ベティ・ストーブ　6-1, 4-6, 7-5

混合ダブルス
- オーウェン・デビッドソン＆ ビリー・ジーン・キング vs.  ラウル・ラミレス＆ ジャネット・ニューベリー　6-3, 6-2

## みどころ
- この大会では、ATPツアー加盟選手79名が一斉に出場をボイコットする事件が起きた（詳しくはニコラ・ピリッチ、ジャック・クレーマーの項を参照）。その結果、男子シングルスは例年よりも出場選手層が低くなった。
- 男子シングルス準優勝者のアレックス・メトレベリは、ソビエト連邦のテニス選手として最初の4大大会シングルス決勝進出者になった。メトレベリは1968年と1970年の2度、同じソ連の後輩選手オルガ・モロゾワとペアを組んで混合ダブルス決勝進出があった（2度とも準優勝）。優勝したヤン・コデシュは、チェコスロバキア出身の選手として1954年のヤロスラフ・ドロブニー以来19年ぶりのウィンブルドン優勝者になった。
- 男子シングルス3回戦で、日本の坂井利郎がセンター・コートの試合に出場した。坂井は第1シードのイリ・ナスターゼに 5-7, 2-6, 4-6 で敗れたが、この快挙で日本テニス界に再び弾みがついた。
- 男子シングルス本戦では日本人選手が5人出場（坂井利郎・九鬼潤・神和住純・平井健一 ・田辺清）。次に日本人男子がグランドスラムに5人以上出場するのは2015年全仏オープンのことである。坂井は3回戦に、九鬼は2回戦に進出した。